# Canfranc
Canfranc est une commune espagnole située dans la province de Huesca en communauté autonome d'Aragon.

## Géographie
Les communes limitrophes sont Sallent de Gállego, Sabiñánigo, Villanúa, Borau, Aísa, Jaca et Laruns.
Le territoire de la commune se situe dans le massif montagneux des Pyrénées, à l'extrémité nord de l'Aragon dans la comarque de Jacetania.
| \| Canfranc \| Géolocalisation sur la carte des Pyrénées |
| Canfranc                                                 |

Elle est en fait constituée de deux foyers de population, à savoir le village originel de Canfranc ou Canfranc Pueblo (4 km au nord de Villanúa et 16 km de Jaca) et, 4 km plus au nord, Canfranc Estacion qui fut construite avec le chemin de fer au début du XXe siècle. On y recensait au début de 2004 une population de 564 habitants sur une superficie de 71,6 km2. Située dans la vallée de la rivière Aragon à une altitude de 1 190 m, au pied du col du Somport, on y trouve la route frontalière et le chemin de Saint-Jacques-de-Compostelle. 

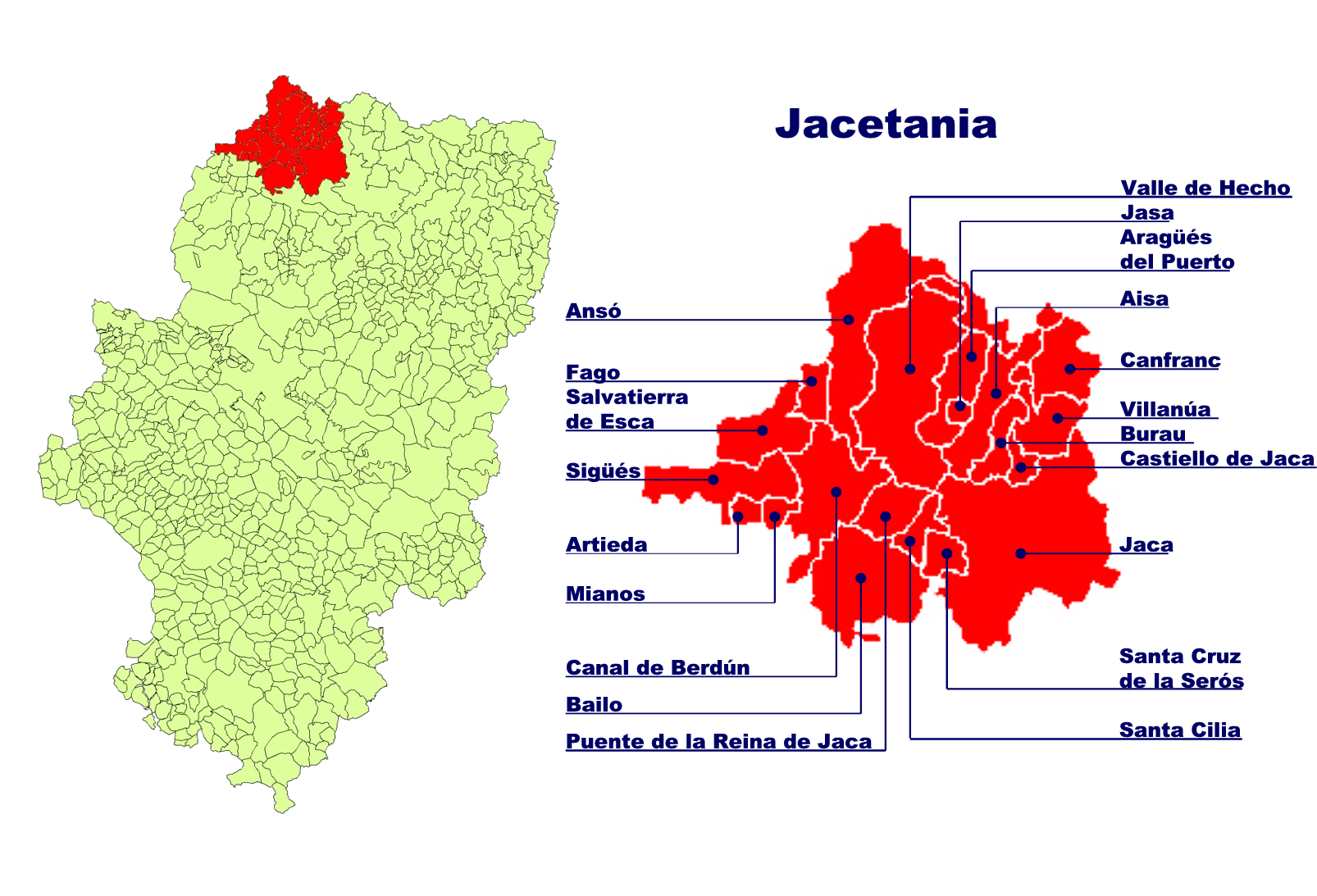
Territoire des communes de la comarque de la Jacetania (zone rouge, reste de l'Aragon en vert clair)

## Toponymie
Le nom viendrait de Campus Franci, « le champ des étrangers »[réf. nécessaire].

## Économie
L'économie est portée par les touristes français qui achètent des produits ayant une taxation plus faible (alcool, cigarettes...).

## Administration
| Période | Période  | Identité                 | Étiquette | Qualité |
| ------- | -------- | ------------------------ | --------- | ------- |
| 2003    | En cours | Fernando Sánchez Morales | PSOE      |         |

## Démographie
| Évolution démographique | Évolution démographique | Évolution démographique | Évolution démographique | Évolution démographique | Évolution démographique | Évolution démographique | Évolution démographique | Évolution démographique | Évolution démographique | Évolution démographique | Évolution démographique | Évolution démographique | Évolution démographique | Évolution démographique | Évolution démographique | Évolution démographique | Évolution démographique |
| 1842                    | 1857                    | 1860                    | 1877                    | 1887                    | 1897                    | 1900                    | 1910                    | 1920                    | 1930                    | 1940                    | 1950                    | 1960                    | 1970                    | 1981                    | 1991                    | 2001                    | 2007                    |
| ----------------------- | ----------------------- | ----------------------- | ----------------------- | ----------------------- | ----------------------- | ----------------------- | ----------------------- | ----------------------- | ----------------------- | ----------------------- | ----------------------- | ----------------------- | ----------------------- | ----------------------- | ----------------------- | ----------------------- | ----------------------- |
| 321                     | ..                      | ..                      | 773                     | 736                     | 746                     | 770                     | 774                     | 1090                    | 1696                    | 1090                    | 1054                    | 1105                    | 1027                    | 608                     | 486                     | 532                     | 672                     |

## Patrimoine

### La gare internationale

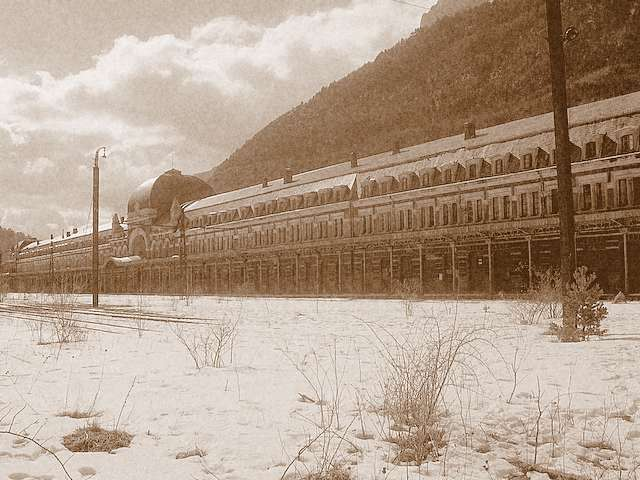
L'immense gare vue des voies françaises.

Inaugurée le 28 juillet 1928 par Alphonse XIII, roi d'Espagne et Gaston Doumergue, président de la République française, la gare internationale de Canfranc, sur la ligne Saragosse-Pau, fut le lieu d'actions obscures et romanesques, comme le transit du trésor de guerre allemand vers l'Amérique du Sud durant la Seconde Guerre mondiale.
La ligne Pau - Canfranc électrifiée, exploitée par les chemins de fer français, aboutit du côté est du bâtiment de la gare à la sortie du tunnel du Somport. La ligne Canfranc - Saragosse, initialement à vapeur, commence à l'ouest du bâtiment. Le rez-de-chaussée de la gare, presque aussi longue qu'un convoi, est en grande partie occupé par une salle de transit équipée de "confessionnaux" parallèles qui auraient dû permettre aux voyageurs à l'arrivée d'effectuer très rapidement les formalités de douane et d'immigration avant de monter dans le train en correspondance de l'autre côté. Le côté français des installations, abandonné depuis 1970 mais non démonté, est en ruine.

#### La fin du trafic
Depuis l'arrêt du trafic ferroviaire international à cause d'un accident provoquant l'effondrement du pont de l'Estanguet en 1970, la ligne et l'édifice de la gare se sont progressivement dégradés au point de tomber en ruines. Le 27 mars 1970 un train de maïs monte du côté français. Le givre fait patiner le train sur les rails et d'importantes chutes de tension (950 V au lieu de 1 500 V) au niveau des stations hydroélectriques intermédiaires le long de la ligne rendent impossible la montée du convoi. La pente du côté français atteint 43 pour 1000. Mettant en marche le frein rhéostatique, un des deux machinistes descend sur la voie pour mettre des pierres de remblai sous les roues pour qu'en les écrasant le train puisse accrocher.
La tension chute alors d'un coup, rendant le frein rhéostatique inopérant et le train commence à partir en arrière sans frein. Ne pouvant l'arrêter, le deuxième machiniste saute en marche et le train dévale la pente. En arrivant vers le pont de l'Estanguet, le convoi file à plus de 120 km/h. Dans un virage, le dernier wagon se déséquilibre sur deux roues et touche la structure métallique du pont, précipitant le train et le pont dans le gave d'Aspe : l'accident fut spectaculaire, mais sans victimes. Vers 9 h du matin, un télégramme est envoyé à Canfranc de la part de la SNCF faisant état d'un accident sur la ligne et de la fermeture provisoire de la ligne. Un bus fut mis en place provisoirement entre Oloron et Canfranc pour remplacer le train. Le provisoire devint définitif et le service de bus continue toujours son service plus de 42 ans après.

#### Vers une renaissance?

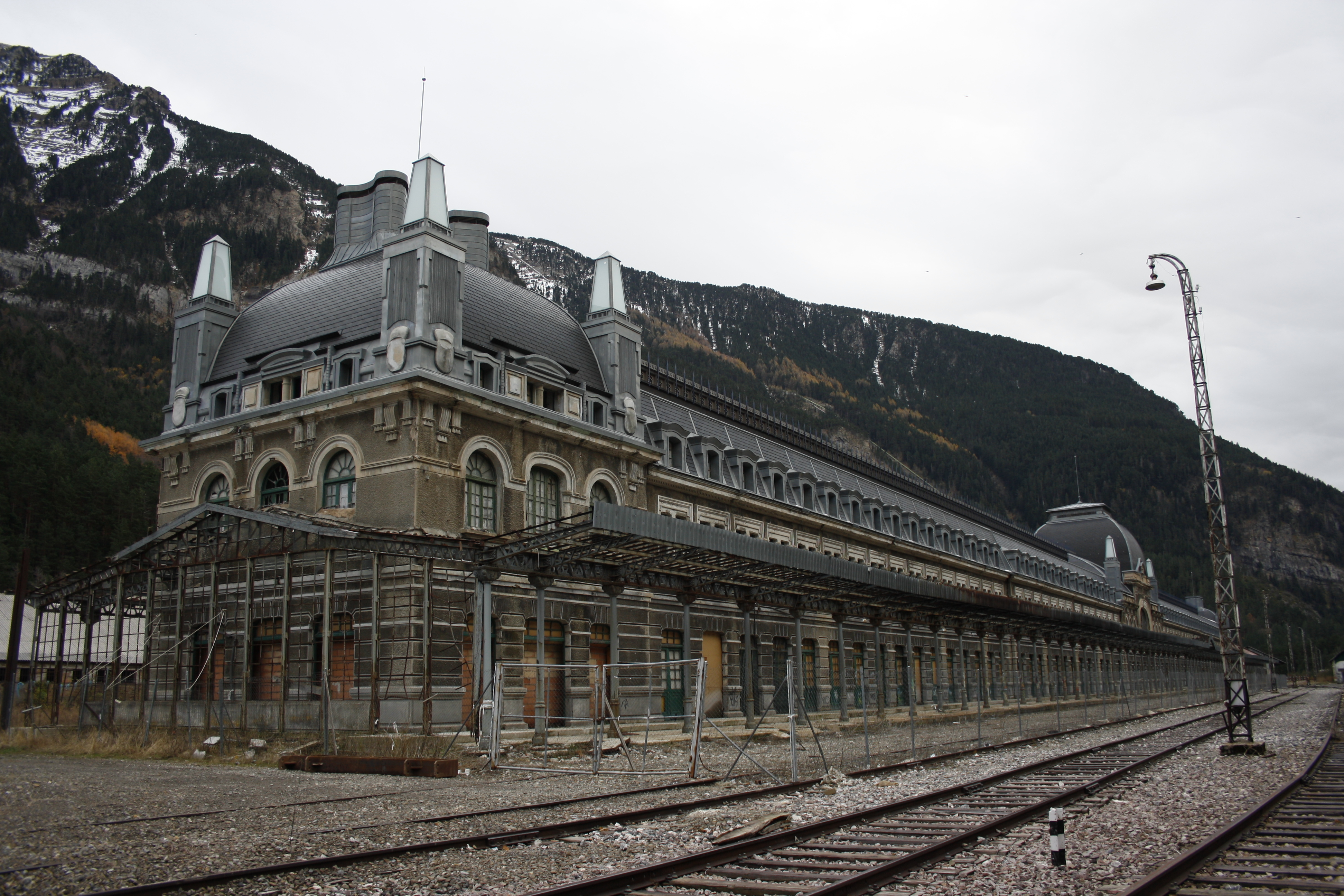
Vue de la gare en travaux en 2020. Depuis fin janvier 2023, l'hôtel est ouvert.

Au début de 2006, des travaux de rénovation avaient commencé. Un projet immobilier prévoyait l'ouverture en automne 2008 d'un hôtel de luxe de 125 chambres, patinoire, casino, etc. Une nouvelle vie s'annonçait pour la gare abandonnée.
Excepté le pavillon central du hall de gare et ses guichets, le bâtiment de la gare avait été complètement vidé de ses planchers, cloisons et mobilier en ruine.
La toiture et la charpente originels avaient été déposés puis reconstruits : une charpente métallique, une toiture neuve plus pentue et des conduits de ventilations avaient été construits ainsi que des corniches et édicules décoratifs reconstruits en zinc.
Mais une fois la couverture achevée, le bâtiment, un temps gardienné, a été à nouveau abandonné, tout comme le projet de complexe hôtelier projeté : la crise économique mondiale de 2008 ayant touché de plein fouet l'Espagne, les projets pour Canfranc ont été parmi les premiers à être touchés...
Fin janvier 2023, la gare historique a été complètement rénovée et est devenue un hôtel "cinq étoiles".
Une gare espagnole moderne a été construite derrière l'ancienne.
Depuis la fermeture de la ligne côté français, en Espagne comme en France, des mouvements militent pour sa réouverture mais ce sont surtout les Espagnols qui se sont montrés actifs et les plus attachés au rétablissement de cette liaison et à la réhabilitation de la gare de Canfranc.
Ces dernières années Guillaume Pépy, président de la SNCF, Alain Rousset, président du Conseil Régional d'Aquitaine et RFF communiquent sur la réouverture d'Oloron Sainte Marie - Bedous : cette réouverture d'une portion fermée depuis 26 ans de la ligne Pau-Canfranc vient s'ajouter à la rénovation complète du tronçon Pau - Oloron Sainte Marie et semble un préalable engageant à la réouverture de la dernière partie de la ligne (mais aussi la plus complexe et la moins rentable...) Bedous - Canfranc.
On trouvera plus d'informations à ce sujet dans l'article détaillé Ligne Pau-Canfranc.

## Personnalités liées à la ville
- Francisco Cavero Vas (1895-1944), militaire républicain espagnol engagé dans l'Armée populaire de la République, guérillero et résistant en France pendant la Seconde Guerre mondiale;
- Antonio Beltrán Casaña (1897-1960), militaire des forces républicaines pendant la guerre d'Espagne;
- Santiago Marraco (1938-), homme politique.